# Nagroda Izraela

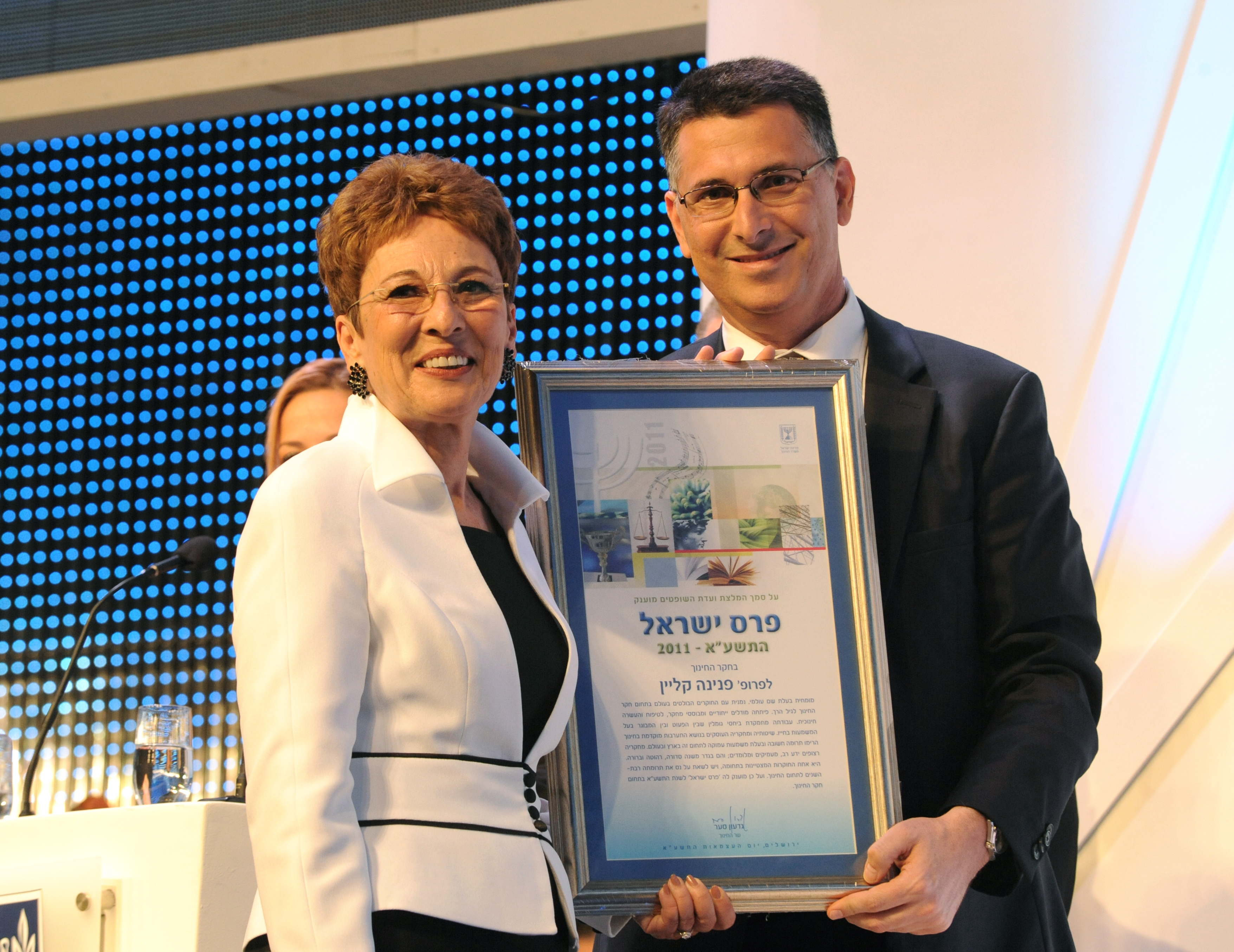
Wręczenie nagrody przez ministra Gidona Sa’ara (2011)

Nagroda Izraela (hebr. פרס ישראל, ang. Israel Prize) – najważniejsza izraelska nagroda państwowa w dziedzinie nauki, kultury i sztuki.
Wręczana jest corocznie 14 maja – w Święto Niepodległości Izraela – na państwowej uroczystości odbywającej się w Jerozolimie w obecności Prezydenta, Premiera, spikera Knessetu i przewodniczacego Sądu Najwyższego.
Ustanowiona została w roku 1953 na wniosek ministra kultury Ben-Cijjona Dinura.
Nagroda przyznawana jest w czterech obszarach, z dziedzinami zmieniającymi się z roku na rok w cyklu od czterech do siedmiu lat, z wyjątkiem ostatniego obszaru, który jest przyznawany corocznie:
- nauki humanistyczne, społeczne i żydowskie
- nauki przyrodnicze i ścisłe
- kultura, sztuka, komunikacja i sport
- osiągnięcia w życiu i wyjątkowy wkład w życie narodu Izraela (od 1972)[1].

## Laureaci
Nagroda wręczana jest najwybitniejszym przedstawicielom izraelskiej nauki i kultury oraz organizacjom. Laureaci winni wykazać się osiągnięciami w swojej dziedzinie lub w znacznym stopniu przyczynić do rozwoju Izraela. W ciągu 60 lat nagrodzono nią niemal 700 osób. Od 2008 wysokość nagrody pieniężnej wynosi 75 000 szekli.